# Automatski pištolj
Automatski pištolj je vrsta vatrenog oružja nalik pištolju koje je sposobno uzastopno pucati u jednom stisku okidača ili u selektivnom rafalu (dvostruki ili trostruki). 
Kao maleno oružje s velikom brzinom gađanja, automatski pištolji imaju razne primjene. Automatski pištolji danas su popularno oružje kriminalaca, narkomanskih krijumčara i gangstera, obično koriste ilegalno kupljene jeftinije pištolje kao što su MAC-10, UZI i TEC-9.